# Bonny Madsen
Bonny Madsen (* 10. August 1967 in Nigeria) ist eine ehemalige dänische Fußballspielerin.

## Karriere
Madsen spielte zu Beginn ihrer aktiven Karriere beim schwedischen Verein Malmö FF, bevor sie 1992 zum Boldklubben Rødovre und 1995 zum spanischen Verein CD Lugo wechselte. Am 20. Mai 1987 kam Madsen bei der 0:2-Niederlage gegen Schweden zu ihrem ersten Einsatz für die dänische Nationalmannschaft. Im Jahr 1991 nahm sie an der Weltmeisterschaft teil, wo sie auf vier Einsätze kam. Bei den Olympischen Sommerspielen 1996 gehörte sie zum dänischen Aufgebot und wurde dreimal eingesetzt. Madsen bestritt am 3. Juli 1997 beim 2:2-Unentschieden gegen Italien ihr 70. und letztes Länderspiel; insgesamt erzielte sie drei Treffer im Nationaldress.